# Кам, Омер Ферит
Омер Ферит Кам (тур. Ömer Ferit Kam, 11 января 1864 — 22 мая 1944) — турецкий философ

 и переводчик.

## Биография
Родился 11 января 1864 года в Стамбуле. Его отец, Ахмед Мухтар Паша, был военным врачом.
После окончания средней школы поступил в медицинский лицей, но через год бросил медицину и обратился к юриспруденции. Через два года умер его отец и Кам был вынужден оставить учёбу.
Работал переводчиком, затем преподавал французский язык в «Beylerbeyi Rüşdiyesi». Перевёл на турецкий язык стихи Мирзы Рызы Даныш Хана.
В 1905 году получил иджазу от Мустафы Асыма Эфенди. В 1914 году стал преподавателем турецкого языка и литературы в Стамбульском университете. Его предшественником на этой должности был Мехмет Акиф Эрсой. За время работы на этой должности написал труд о классической турецкой литературе «Asar-ı Edebiyye Tedkikatı». В 1913 году был направлен на учёбу в Европу.
В 1917 году перешёл на работу в медресе при мечети Сулеймание, там преподавал историю и философию. После запрета медресе в 1924 году возобновил преподавание в Стамбульском университете. Был уволен в 1933 году в ходе реформы системы университетского образования.
После увольнения изучал суфизм, написал о нём ряд исследований.
Писал статьи об исламской философии и суфизме для исламских журналов «Sırat-ı Müstakim» и «Sebilürreşad», издаваемых Эшрефом Эдипом. Был противником позитивизма и материализма, в своих работах неоднократно полемизировал с Джелалом Нури Илери.
Умер 22 мая 1944 года в Анкаре.
Помимо турецкого, знал арабский, французский и фарси.